# Guggi Hofbauer

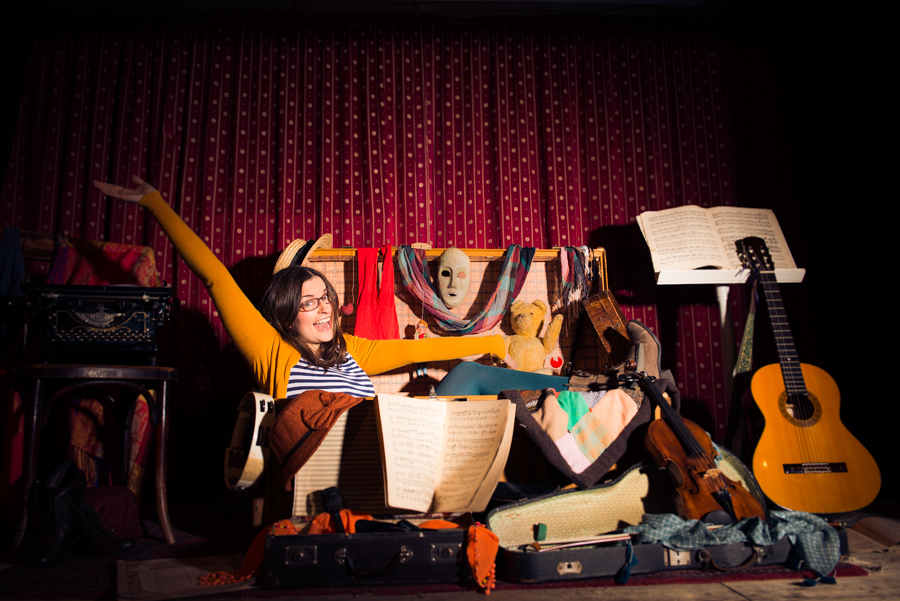
Guggi Hofbauer (2015)

Guggi Hofbauer (bürgerlich Victoria Hofbauer, * 28. Juni 1986 in Wien) ist eine österreichische Kabarettistin und Moderatorin.

## Leben
Hofbauer wuchs in Wien und Niederösterreich auf. Nach dem Abschluss eines neusprachlichen Gymnasiums in Wien studierte sie 3 Semester Rechtswissenschaft und wechselte dann zum Studium der Theater-, Film- und Medienwissenschaft an die Universität Wien, mit Abschluss 2010.
2012 hatte sie mit ihrem ersten Solo-Programm Der ganz normale Wahnsinn im Theater am Alsergrund Premiere und spielte parallel dazu für mehrere Jahre Guggis Kabarettkammerl, bei dem sie in gewissen Abständen immer wieder neues Material auf die Bühne brachte.  2015 folgte ihr zweites Solo-Programm Schluss mit Genuss?! – Na sicher nicht! in „Mikes Werkstatt“. Mit Guggis Kleinkunstfundus startete sie außerdem ein periodisches Kleinkunst-Bühnenformat mit je einem Gastauftritt pro Abend von Kollegen vorwiegend aus der Kabarett- und Musikszene. 2017 feierte Guggi Hofbauers drittes Soloprogramm Perfekt UNperfekt im Aera in Wien Premiere, 2018 ihr Musikkabarett-Programm PUR. Am 15. März 2019 präsentierte sie im Aera ihr Kabarett-Solo Planlos.
Guggi Hofbauer schreibt alle ihre Texte für Kabarett und Gesang selbst. In ihren Programmen vereint sie liebenswert-verrückte Kabarettfiguren mit witzigen Songs, pointenreichen Geschichten und lustigen Improvisationen. Sie tritt mit ihren Programmen in Österreich und Deutschland auf, ferner mit individuellen Kabarettprogrammen auf Firmenevents, Geburtstagen, Hochzeiten und Feiern jeglicher Art. Zudem ist sie als Moderatorin unterwegs.

## Kabarettprogramme
- 2012 Der ganz normale Wahnsinn, Regie: Guggi Hofbauer
- 2013 Guggis Kabarettkammerl, Regie: Guggi Hofbauer[2]
- 2015 Schluss mit Genuss?! – Na sicher nicht!, Regie: Claudia Maria Heinzl[3][4]
- 2015 Guggis Kleinkunstfundus, Regie: Guggi Hofbauer[5]
- 2017 Perfekt – UNperfekt, Regie: Claudia Maria Heinzl.[6]
- 2018 PUR, Regie: Guggi Hofbauer
- 2019 Planlos, Regie: Leila Müller